# 파나마나무타기쥐
파나마나무타기쥐(Tylomys panamensis)는 비단털쥐과에 속하는 설치류의 일종이다. 파나마의 토착종이다.